# Mühlviertel
Mühlviertel (eller Mühlkreis) er et regionalt område i den østrigske delstat Oberösterreich. Området er opkaldt efter floden Große Mühl, og udgør én af fire historiske inddelinger af Oberösterreich. Disse inddelinger har ingen administrativ eller politisk betydning efter Østrig fik en ændret administrativ opdeling i det 19. århundrede i distrikter. Mod nord grænser området til Tjekkiet, mod vest til Bayern, mod syd til Hausruckviertel og Traunviertel og mod øst til delstaten Niederösterreich.
Mühlviertel omfatter følgende distrikter:
- Freistadt
- Perg
- Rohrbach
- Urfahr-Umgebung

Oberösterreich er inddelt i fire historiske regioner, og udover Mühlviertel er det Traunviertel, Hausruckviertel og Innviertel.
- Mühlviertel
- Freistadt